# میرصادق صدریه
ميرصادق صدريه (بالفارسية: میرصادق صدریه) (2 فبراير 1925 – 5 نوفمبر 2009) (بالإنجليزية: Sadegh Sadrieh) كان سياسيًا ودبلوماسيًا إيرانيًا بارزًا شغل منصب مستشار في وزارة الخارجية الإيرانية وسفيرًا خلال العصر البهلوي.
كان آخر سفير إيراني في ألمانيا قبل الثورة الإيرانية. كما شغل منصب سفير إيران ومستشار خارجي في رومانيا، العراق، إسرائيل، فرنسا، الكويت، باكستان وأفغانستان.
انتقل صدريه إلى باريس لينضم إلى شابور بختيار دعمًا الحركة الوطنية للمقاومة الإيرانية. حيث انضم إلى فريق بختيار بصفته مستشارًا برفقة أحمد ميرفندرسكي.
خلال حياة بختيار، مثّل صدريه المجلس التابع لـالحركة الوطنية للمقاومة الإيرانية بالنيابة عنه.
في أواخر ثمانينيات القرن العشرين، وبسبب صلاته بالعراق، عُيّن خلفًا لمحمد مشيري رئيسًا للجنة التنفيذية لـ NAMIR.
أُنجزت ترتيبات اتفاقية الجزائر 1975 تحت إشرافه حين كان مديرًا لمكتب وزارة الخارجية الإيرانية.

## الحياة والتعليم
وُلد ميرصادق في يزد عام 1925. بعد إنهائه الدراسة الثانوية، التحق بـجامعة طهران وحصل على درجة البكالوريوس في العلوم السياسية.
وبناءً على توصية عمه، الذي كان عضوًا في البرلمان، التحق بوزارة الخارجية الإيرانية. بدأ عمله متدربًا في قسم الشؤون الدولية.
كانت مهمته الأولى بصفته ملحقًا في الوفد الإيراني إلى قوى الحلفاء في شتوتغارت تحت إشراف عبد الله انتظام. حصل ميرصادق على أطروحته للدكتوراه في الاقتصاد بإشراف السياسي والمستشار الألماني هاينريش برونينغ. ونال الدكتوراه في الاقتصاد من جامعة كولونيا.

## المسار المهني
- 1954 - تلقى أول وسام له من حكومة جمهورية ألمانيا الاتحادية وشارك في الدورة العاشرة للجمعية العامة للأمم المتحدة في نيويورك، برفقة وفد رئيس الوزراء الإيراني الدكتور محمد مصدق.
- 1957 - أُرسل إلى فرنسا بصفته السكرتير الأول للسفارة الإيرانية في باريس وعُيّن في الوقت نفسه مستشارًا للسوق الأوروبية المشتركة.
- 1960 - مستشار في السفارة الإيرانية ثم ممثل القنصلية العامة الإيرانية في هرات، أفغانستان.
- 1961 - أُرسل إلى القنصلية العامة للسفارة الإيرانية في الكويت.
- 1963 - أصبح عضوًا في المجلس الأعلى لشؤون التوظيف وممثل الدائرة السياسية السابعة لشؤون الخليج الفارسي. في العام نفسه، ولأسباب سياسية، أُرسل مستشارًا إلى السفارة الإيرانية في برن وإلى مقر عمله في تل أبيب، إسرائيل.
- 1968 - تولى رئاسة المكتب السياسي الخامس، وعضوًا مناوبًا في الوفد الإيراني للدورة الثالثة والعشرين للجمعية العامة للأمم المتحدة في نيويورك.
- 1970 - عُيّن سفيرًا لإيران في بوخارست - رومانيا.
- 1974 - سفير إيران في بغداد - العراق.[6]
- 1978 - سفير إيران في ألمانيا الاتحادية.[7][8]

## وصلات خارجية
- Treacherous Alliance: The Secret Dealings of Israel, Iran, and the United States
- زندگينامه دکتر میر صادق صدریه- نوشته مریم شیخ الاسلامی- وب سایت نهضت مقاومت ملی
- نمايندگان ديپلماتيك حكومت پهلوي در اسرائیل
- فصل أول: قلب إيران في قلب أوروبا (الإمام في باريس) سفارتخانه‌های شاه در تصرف نیروهای انقلاب
- دکتر علی اکبر ولایتی ، نمايندگان ديپلماتيك حكومت پهلوی در إسرائيل
- عبدالرحمان صدریه، قریه ما، الطبعة الأولى، انتشارات خامه، 1981
- صادق طباطبایی، قلب إيران في قلب أوروبا (الإمام في باريس)، 2008، ص 151
- تقرير رقم 1866 بتاريخ 3/11/1344 من الدكتور ميرصادق صدريه إلى وزارة الخارجية، ممثلية تل أبيب، 1949-1958، كارتون 11، ملف 92
- تقرير رقم 281 بتاريخ 11/2/1345 من الدكتور ميرصادق صدريه إلى وزارة الخارجية، ممثلية تل أبيب، 1949-1958، كارتون 11، ملف 92
- Khonsari, Mehrdad, PHD Thesis. The National Movement of the Iranian Resistance 1979-1991. The role of a banned opposition movement in international politics, June 1995, Pages 167, 294, 302
- Nuclear Iran: The Birth of an Atomic State ,David Patrikarakos, IB Tauris, London, 30 August 2012